# Republika Zielonego Przylądka na Letnich Igrzyskach Olimpijskich 1996
Republikę Zielonego Przylądka na Letnich Igrzyskach Olimpijskich 1996 reprezentowało 3 zawodników. Był to pierwszy start Republiki Zielonego Przylądka na letnich igrzyskach olimpijskich.

## Wyniki

### Lekkoatletyka
Mężczyźni
- Antonio Carlos Zeferino - maraton - 2:34:13, 94. miejsce
- Henry Andrade - bieg na 110m przez płotki - nie ukończył pierwszej rundy

Kobiety
- Ismenia da Frederico - bieg na 100m - 13.03, 8. miejsce w pierwszej rundzie